# Gare de Riksgränsen
La gare de Riksgränsen est une halte ferroviaire qui se situe dans la commune de Kiruna en Suède. Cette gare marque la réunion de la ligne d'Ofot et de la ligne de Malmbanan. Elle est desservie par les trains longue distance entre Narvik et Luleå.

## Situation ferroviaire
La gare de Riksgränsen est située à 42.56 km de Narvik. La ligne d'Ofot n'est pas directement reliée à Oslo : il faut obligatoirement passer par la Suède. Par conséquent le kilométrage se fait à partir de Narvik, terminus et gare principale de la ligne.

## Histoire
L'ancienne gare était située directement sur la frontière. Le hall de la gare a été démolie en 1923. Une nouvelle gare a été construite la même année, à 650 m à l'est, en Suède.
L'inauguration officielle de la gare se fait le 14 juillet 1903 par le roi Oscar II, le Prince Gustaf, le Prince Carl et la Princesse Ingeborg.